# 富春染织
芜湖富春染织股份有限公司（上交所：605189，简称：富春染织；新三板除牌前：870898），是中国上海证券交易所的一家上市公司。公司主营业务为色纱的研发、生产和销售。公司“天外天”商标为“中国驰名商标”。
公司前身为富春有限，成立于2002年。2016年整体变更为股份公司。2017年2月13日，在全国中小企业股份转让系统挂牌并公开转让，证券代码为“870898”，证券简称“富春染织”。2019年6月，终止在全国中小企业股份转让系统挂牌。2021年5月25日，在上海证券交易所正式挂牌交易，股票代码为“605189”，股票简称“富春染织”。
2022年，公司实现营业收入22.08亿元，同比增加1.49%；实现净利润1.63亿元。